# Süpplingen
Süpplingen település Németországban, azon belül Alsó-Szászország tartományban. Lakosainak száma 1766 fő (2023. december 31.).

## Népesség
A település népességének változása:
| Lakosok száma | 1734 | 1743 | 1698 | 1815 | 1805 | 1766 |
|               | 2016 | 2017 | 2019 | 2021 | 2022 | 2023 |